# جون فوستر (فيلسوف)
جون فوستر (بالإنجليزية: John Foster)‏ هو فيلسوف بريطاني، ولد في 5 مايو 1941 في لندن في المملكة المتحدة، وتوفي بنفس المكان في 2009.